# Mitsuhiro Matsuda
Mitsuhiro Matsuda (2. dubna 1934 – 17. května 2008) byl japonský módní návrhář. Je absolventem Univerzity Waseda (1958) a následně do roku 1961 studoval módu na Bunka Fukusō Gakuin. Po studiích navrhoval pro firmu Sanai a v roce 1971 založil vlastní značku Nicole, která produkovala dámské i pánské oblečení. Později si otevřel obchody v New Yorku, Hongkongu a Paříži. Roku 1974 spoluzaložil přehlídku Tokyo Designer Six (TD6), první tokijský týden módy. V roce 1983 vyšla fotografická kniha Men & Women: Images from Nicole, obsahující fotografie jeho podzimní kolekce od fotografa Bruce Webera. Zemřel v Tokiu na rakovinu jater ve věku 74 let.